# Marvin Goldstein
Pour les articles homonymes, voir Goldstein.
Marvin Goldstein, né en 1950 à Tel Aviv, est un pianiste professionnel israélien de renommée internationale, compositeur et artiste. 

## Historique
Marvin Goldstein a commencé une formation musicale à l'âge de 9 ans et à 18 ans a reçu une bourse à l’école de musique de l’Université de Tel Aviv, Israël. Il a continué sa formation au célèbre "Mozarteum" de Salzbourg, Autriche et a terminé ses études avec un ‘’Bachelor of music’’ et un degré de ‘’Maître de Musique’’ à Florida State University à Tallahassee, Floride. Le 2 juin 1985, Malvin Goldstein s’est joint à l’Église de Jésus-Christ des saints des derniers jours.

## Réalisations
Marvin Goldstein a beaucoup voyagé, jouant dans des lieux tels que Jérusalem, Anchorage, Oahu, Copenhague, Londres, le Canada et États-Unis. Il a également effectué des tournées sur des navires de croisières naviguant sur la mer des Caraïbes, la Méditerranée et l’océan Pacifique.
Dans le célèbre Tabernacle mormon, à Temple Square, Salt Lake City, Marvin Goldstein a inauguré le nouveau millénaire, le soir du 31 décembre 1999. 
En novembre 2003, il s’est produit en concerts à l’Hôtel Venetian Showroom à Las Vegas, Nevada.
Marvin Goldstein a également donné des concerts à Jérusalem, Israël avec la chanteuse israélienne Gali Atari et dans le sud de la Californie avec Gali Atari et le chanteur arabe Najwa Gibran.

## Enregistrements et édition
Malvin Goldstein a enregistré plus de 30 disques compacts, y compris de musique populaire, mélodies patriotiques américaine, de comédies musicales, de musique sacrée et de chansons d'amour. Il a récemment sorti un CD avec Billy Dean, vainqueur du Grammy et l'ancienne star du NBA, Thurl Bailey. Goldstein a également arrangé 15 livres de musique de piano solo.